# Могила Микаэла Налбандяна
Могила Микаэла Налбандяна — памятник истории федерального значения в Ростове-на-Дону, находящийся на территории мемориального комплекса «Сурб Хач».

## История
Микаэл Налбандян — известный русско-армянский поэт, философ, революционер-демократ. Основоположник критического реализма в армянской литературе. Лейтмотив литературного наследия Налбандяна — обновление, свобода. Его творчество находилось под влиянием современной ему европейской культуры. Родился в 1829 году в Нахичевани-на-Дону, посетил многие страны мира, где занимался публицистской деятельностью, участвовал в революционном движении и в обсуждении программы будущей русской революционной организации «Земля и Воля». Был похоронен — у стен армянской церкви Сурб Хач в родном городе — Нахичевани-на-Дону, ныне микрорайон Ростова-на-Дону.
После возвращения в Россию был арестован и заключён в Алексеевский равелин Петропавловской крепости. Налбандяна обвинили в антиправительственной пропаганде и распространение запрещённой литературы и в 1865 году сослали в Камышин в Саратовской губернии. Год спустя он умер там от туберкулёза. В России было запрещено хранить изображения Налбандяна. Однако его портреты, как и поэма «Свобода», распространялись нелегально.

## Описание
Микаэл Налбандян был похоронен у стен церкви в 1866 году, и в 1902 году на его могиле был установлен бюст работы известного армянского скульптора, ученика О. Родена и А. Фальгьера — Андриаса Генриховича Тер-Марукяна.
Могила Микаэла Налбандяна выделена в отдельный объект охраны культурного наследия народов России как памятник истории федерального значения постановлением Совета Министров РСФСР «О дополнении и частичном изменении постановления Совета Министров РСФСР от 30 августа 1960 г. № 1327 «О дальнейшем улучшении дела охраны памятников культуры в РСФСР». 
У стен Сурб Хача похоронен также его приятель и коллега — Рафаэл Патканян, а также друг семьи Патканянов, поэт, переводчик и богослов — Арутюн Аламдарян. И могила Р. Патканяна, и могила А. Аламдаряна являются памятниками истории федерального значения.